# گوشوارک

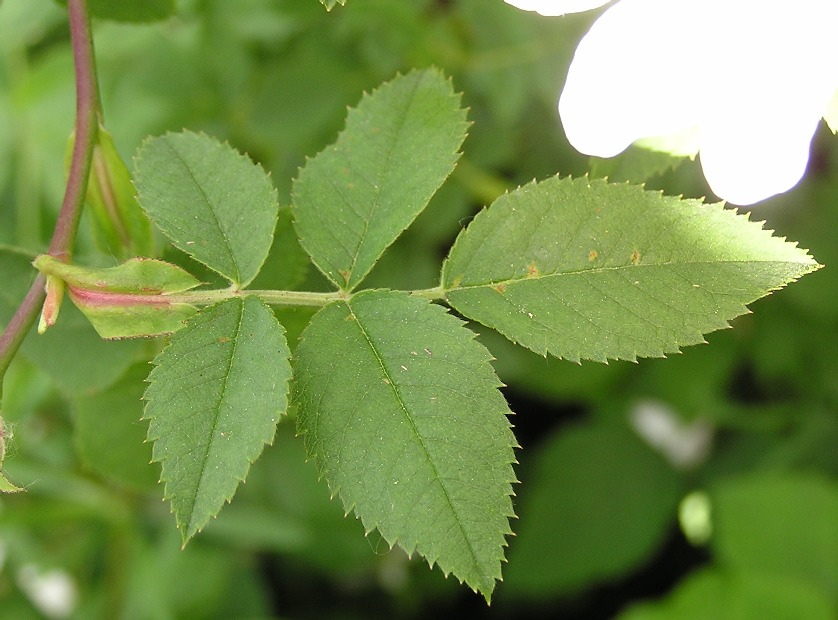
گوشوارک در گیاه رز

گوشوارک (به انگلیسی: Stipule) در یک گیاه زایدهٔ یک برگ است که غالبا به صورت جفت از قاعدهٔ دمبرگ منشا می‌گیرد.